# Fritz Jellinek (Komponist)
Friedrich „Fritz“ Jellinek (* 18. Juni 1909 in Wien; † 17. Juli 1994 ebenda) war ein österreichischer Komponist und Musiker. Um Verwechslungen mit dem zur damaligen Zeit ebenfalls sehr bekannten Sänger gleichen Namens vorzubeugen, nannte sich Jellinek vor allem in den 1940er Jahren für einige Zeit Friedrich Jelli.

## Leben
Fritz Jellinek wurde am 18. Juli 1909 in Wien geboren. Nach dem Besuch der Unterrealschule kam er an die Handelsakademie, die er unter anderem mit dem später bekannten Liedertexter Hanns Schachner besuchte und die er im Jahre 1928 mit der Matura abschloss. Danach kam er an die Lehranstalt für Textilkunde, ehe er nach Abschluss dieser in die Textilindustrie einstieg. Parallel zu seiner schulischen Ausbildung erhielt Jellinek privaten Klavierunterricht. Des Weiteren wurde er an der Musikschule bei den Professoren Walther Kleinecke und Carl Frühling († 1937) in der Musiktheorie, in Komposition und in Instrumentenkunde ausgebildet. In der Textilbranche arbeitete Jellinek 40 Jahre lang als Disponent und Fremdsprachenkorrespondent und war dann noch etliche Jahre als Prokurist und Verkaufsleiter tätig. Dies abzüglich fünf Jahre, in denen er im Zweiten Weltkrieg seinen Kriegsdienst leistete und einem knappen halben Jahr, in dem er in Kärnten in britischer Kriegsgefangenschaft war. Während der Gefangenschaft gehörte er einem kleinen Gefangenenensemble an, das für die britischen Besatzer und die Kärntner Bevölkerung auftrat. In den Nachkriegsjahren betätigte sich Jellinek nebenberuflich vor allem als Komponist und Textautor, aber auch als Klavierhumorist, sowie als Liedbegleiter diverser Interpreten. Vor allem ab dieser Zeit war er des Öfteren bei Radio Wien als Klavierhumorist zu hören.
Sendungen, in denen er zu dieser Zeit auftrat, waren unter anderem Fideles Brettl, Fideles Wien, Heut’ spiel’n die Schrammeln oder Immer nur lächeln mit Ferry Zelwecker. Am 30. Jänner 1947 hatte er hierbei einen Auftritt in einer eigenen knapp halbstündigen Sendung. Außerdem war Jellinek als Begleiter von Burgschauspieler Heim bei der Vertonung dessen Chanson-Texte zugegen. Aufgrund der Namensgleichheit mit dem zu dieser Zeit bekannten gleichnamigen Sänger tat er dies notgedrungen unter dem Namen Friedrich Jelli.
Im Laufe seiner Karriere komponierte er vor allem Unterhaltungslieder, Volksmusiklieder und Wienerlieder, wobei an die 300 seiner Werke bei der AKM Autoren, Komponisten und Musikverleger gemeldet sind. Vor allem in Zusammenarbeit mit seinem Jugendfreund und Schulkollegen, dem bereits erwähnten Textautor Hanns Schachner, entstanden diverse Werke, wie zum Beispiel Stille Wasserln san tief, Lasst’s mi net verdursten, Verliebt in Wien, Weinbeerbrocken, I hab a schwache Seiten für Musik, Wenn man die Jugend kaufen könnt, Verliebt bis über beide Ohren oder I bin a Kren aufs Weana-Liad oder weiters mit Josef Kaderka Was du versprichst oder I bin aner, er is aner.
Zeitlebens wurde er mehrfach geehrt; zu dem ihm persönlich am bedeutendsten Auszeichnungen zählen die Robert-Stolz-Medaille, die Ehrenmedaille der Bundeshauptstadt Wien in Silber, die Große Wienerlied-Plakette (von der Wienerlied-Vereinigung), der Goldene HBB-Ring (vom Humanitären Bund der Berufssänger), Das goldene Wienerherz (von der Wienerlied-Vereinigung Robert Posch), die Statuette Der alte Wiener (vom 1. Alt-Wiener Club) oder die Augustin-Plakette (von der Vereinigung Das Wienerlied). Daneben wurde er auch noch mit zahlreichen weiteren Preisen und Ehrungen ausgezeichnet.
Am 17. Juli 1994 starb Jellinek, knapp einen Monat nach seinem 85. Geburtstag, in seiner Geburts- und Heimatstadt Wien und wurde am 27. Juli 1994 am Baumgartner Friedhof im 14. Wiener Gemeindebezirk Penzing (Gruppe G1, Nummer 203) beerdigt. Seine Ehefrau Leopoldine, genannt Poldi, eine gebürtige Wachauerin, starb am 10. Januar 2007 im Alter von 94 Jahren.